# Just for Money
Just for Money è un brano del musicista inglese Paul Hardcastle, pubblicato nel 1985 come secondo singolo dall' omonimo album. Rispetto al precedente 19, il singolo (che aveva per tema il denaro) non ottenne il risultato sperato (No. 19 nella Official Singles Chart).
Sono presenti i campionamenti vocali degli attori Bob Hoskins e Laurence Olivier.
Il video si compone di vari spezzoni di altri filmati, in uno dei quali un Paul in veste di un ladro colloquia con il suo facoltoso superiore (Hoskins).

## Tracce
1. Just for Money – 4:08
2. Back in Time – 5:25

## Formazione
- Paul Hardcastle: Tutti gli strumenti
- Carol Kenyon: Voce
- Bob Hoskins, Laurence Olivier, Alan Talbot, Ed O'Ross: Dialoghi